# 認知言語学
認知言語学（にんちげんごがく、英語：cognitive linguistics）は、生成文法との対立から生まれた言語学の分野およびその諸理論。ゲシュタルト的な知覚、視点の投影・移動、カテゴリー化などの人間が持つ一般的な認知能力の反映として言語を捉えることを主とする。

## 概説
認知言語学はチャールズ・フィルモアの格文法やフレーム意味論、レイコフ(George Lakoff) らが1970年代に提唱し、いわゆる「言語学論争」にまで発展した生成文法左派の生成意味論、そしてロナルド・ラネカー(Ronald W. Langacker)が独自に研究を進めていった空間文法（space grammar：後の認知文法）などが基となって融合的に発展した分野である。ノーム・チョムスキーの生成文法との対決の中から生じた。
1987年に、初めての認知言語学の本と言ってよいジョージ・レイコフの"Women, Fire, and Dangerous Things"(邦訳『認知意味論』、池上嘉彦、河上誓作他訳)とロナルド・ラネカーの"Foundations of Cognitive Grammar"(二巻本の第一巻)が相次いで出版された。
レイコフを中心としたメタファー・メトニミー・イメージスキーマ（Image schema）を用いて言語の実態を究明していく理論を特に認知意味論と言い、ラネカーを中心とした、概念化・用法基盤モデルから文法を構築していく研究を特に認知文法（cognitive grammar）と言うことがある。認知言語学の中でも、平面的な共時性を重視する従来の考え方に対して、通時的観点も取り込んで空間的に語句の意味変化を明らかにしようとするメタ・プロセスの理論も現れている。

## 理念
個々の研究者によってさまざまな違いはあるものの、以下の点で多くの認知言語学者はその理念を共有している（Croft and Cruse 2004）。
1. 言語現象の記述や説明において、チョムスキーが仮定した普遍文法仮説のような「他の認知能力に還元できない生得的な言語知識」というようなものを置くのではなく、一般的な認知能力の発現として捉え、記述・説明する。
2. 意味は静的なものではなく事態把握・語用論的面を含めたダイナミックな「概念化」として記述する。
3. 言語の運用という面から言語の実態を見直す。

1.を重視するため、記号化、カテゴリー化、ゲシュタルト知覚、イメージスキーマ、身体性、メタファー・メトニミーなどから言語を記述説明する。また2.のテーゼより、図と地の分化、焦点化、プロファイル、推論などの作用によって言語の意味が発現するというスタンスにつながる。また3.はいわゆる「用法基盤モデル」で、言語単位の定着・慣習化、頻度などの面から言語現象を分析し直すものである。その言語運用の立場から記述することで、これまでいわゆる言語知識（competence)と考えられてきたものが実は言語運用（performance）から説明可能であることを示すモデルである。よって語用論・談話分析とも近接性を有するパラダイムであるといえる。

### 生成文法との共通点と差異
両者の共通点は、言語習得や言語使用を可能にしている知識のあり方を解明することを目的としており、その言語知識を心の仕組みの一環として捉えている点である。生成文法では、言語知識は他の心的機能と密接に関係しながらも、自立した機能の単位(「心的器官」)を形成していると考える。対して、認知言語学では、言語能力は他の心の動きと分かち難く結びついているため、言語知識のあり方を解明するためには、言語以外の心の動きまで考慮に入れる必要があると考える。
また、生成文法と認知言語学では、そもそも何を問題と考えるかにも違いがある。

## 認知言語学の研究対象
- 間接受身
- 多義性の問題-多義性とは、一つの語がいくつか区別できる意味を持ち、かつその意味の間に関連性を感じることができる場合をさす[6]。その多義性を生じさせる原理とは何かを解明するのは認知言語学の問題である[6]。
- 所有表現の問題[7]

## 主要な概念

### メタファー
従来メタファー（隠喩）は文章技巧の問題とされてきたが、ジョージ・レイコフ、マーク・ジョンソン（哲学者）によって、メタファーは単なる文彩ではなく、我々の基本的な認知能力のうちのひとつ（概念メタファー）である、と捉えなおされた。また、メトニミーやシネクドキーなどの定義や解釈、それらが表層にあらわれた言語現象の説明は、認知意味論でもっとも盛んな研究テーマのひとつである。
また、ジル・フォコニエの唱えるメンタルスペース理論は、出発点は異なるものの、心的領域間のマッピング（写像）を想定する点が共通している。

### カテゴリー化
認知言語学におけるカテゴリー化の議論はエレノア・ロッシュらの研究に端を発するものであり、認知言語学を生み出すきっかけの一つとなった。全成員に共通する属性によってカテゴリーを規定しようとする古典的なカテゴリー観に代わり、プロトタイプ理論や基本レベルカテゴリーの概念を提唱しており、それらに基づいて言語を記述している。
また語の意味は、その語の使用が想起する典型的な状況や百科事典的知識（世界知識）と切り離すことができないとされる。チャールズ・フィルモアらのフレーム意味論や、ジョージ・レイコフの理想認知モデルは、この考えに基づいた議論である。

### 認知文法
認知文法はロナルド・ラネカーの提唱した理論であり、ゲシュタルト心理学において展開されてきた空間認知能力、カテゴリー化、イメージスキーマを抽出する能力、焦点化能力、参照点能力など、言語以外でも観察される人間の一般的認知能力の反映として、文法を包括的に説明することを目的とする理論。イメージスキーマなどは、Diagram（認知図式）という図を用いて説明するため、曖昧で主観的という批判がある。また、言語の構造は、意味極・音韻極、そしてそれを統合した記号ユニットしか認めない、という言語理論の中でもかなり厳しい内容要件を課している。統語（統語論）的には、他派に見られるような抽象化された一般的な規則としての統語（syntax）といったようなものに批判的で、使用例からのスキーマの抽出という形で出現する、具体から切り離されない construction（構文、ないし、構造）が、統語に相当するという用法基盤モデルをとる（次で述べる構文文法）。
レナード・タルミの en:Force dynamics の理論は、人間による状況の言語化は物理的な因果関係のモデルに基づいて行われるとするものである。

### 構文文法
構文文法（construction grammar）は文法を、慣習化されたconstructionの集合体、として捉える立場である。ここでいうconstructionとは、諺のような固定した表現からいわゆる「SVO型」のように単語が自由に入れ替わるものまで、連続的であって（他の派閥でよく見られるような）語彙と品詞などとして不連続に分離できるものではないと認知言語学では主張される。すなわち、用法基盤モデルによるのがここでいうconstructionである。チャールズ・フィルモア（格文法・フレーム意味論）、アデル・ゴールドバーグ、ウィリアム・クロフトらが主要な論客として知られている。
構文文法とするのが construction grammar の定訳となっているが、言語学の他の分野での定訳である 「 構文 == syntax 」 ではないことに注意（結果構文 == resultative construction などの場合の「構文」）。

## 著名な認知言語学者
- ジョージ・レイコフ
- ロナルド・ラネカー
- ジル・フォコニエ
- チャールズ・フィルモア
- レナード・タルミー
- ウィリアム・クロフト
- アデル・ゴールドバーグ
- マイケル・トマセロ
- ジョン・R・テイラー
- 山梨正明
- 谷口一美
- 池上嘉彦
- 瀬戸賢一
- 大堀壽夫
- 坪本篤朗